# Gorre & Daphetid
ゴリー・アンド・デフィーテッド (Gorre & Daphetid) とは、鉄道模型による架空の鉄道会社とその路線である。

## 概要
アメリカ合衆国カリフォルニア州モントレーの写真家であったジョン・アレンによって製作されたHOスケール鉄道模型のレイアウトである。「Gorre & Daphetid 」は「gory & defeated 」と発音し、「ゴリー」または「G & D（もしくはG.D.）」と略称される
なお、蒸気機関車ばかりの鉄道という設定で、「ディーゼル機関車を売り込みに来たセールスマン（実在人物ではなく人形）がD&Gのクルー（人形）にリンチを受けて鉄橋から縛り首の刑にされる」という情景が写真集『ジョン・アレンのG&D鉄道』p.59にわざわざ掲載されていた。

## 歴史
製作者のジョン・アレンは1913年にミズーリ州ジョプリンにて出生。1918年に両親が他界した後、カルフォルニア州の親類の元へ移住しカリフォルニア大学ロサンゼルス校に進学するも、写真家の勉強に専念するためアートセンター・カレッジ・オブ・デザインに転学した。卒業後、写真家となったが第二次世界大戦が勃発したためモントレーに移住した。
誤解を受けやすいが、ゴリー・アンド・デフィーテッド鉄道は、この写真家の仕事とは無関係に純粋な趣味としてはじめたもので、1944年に2両の貨車といくつかの建造物の工作から始まった。レイアウトは1950年代から製作を開始した。このレイアウトは3つの区間に分けられる。最初の2つの区間はモントレーのアーヴィング通り140番地 (140 Irving Street ) のジョン・アレンの自宅に製作された。最後の区間は20年以上を費やして モントレーのシエロビスタテラス9番地 (9 Cielo Vista Terrace ) の新居内の地下室で製作された。
最後の物には鏡が背景にふんだんに使われており、「個人の物の標準よりは大きい方であるが、それでも見かけのわりにかなり小さい。（本人談）」このレイアウトを広く見せており、最大のNika mirror（Akinという街を映すので逆さ読みでNika）などは610×1830㎜もあり、Cold Shoulder mirror（610×915㎜）やAndrewsのエンドミラー（610×762㎜、Andrews mirrorとは別）といったそれよりは小さい巨大な鏡と共に、風景を倍増させたり、急カーブを隠すなどの目的に使用されていた
ジョン・アレンは鉄道模型のレイアウト制作においては先駆者であった。彼はプロの写真家であり、その芸術的な才能を生かしてリアルな情景を、強い拘りを持って再現した。これらの拘りは全米鉄道模型協会の機関紙やモデル・レイルローダー、レイルロード・モデル・クラフツマンなどの雑誌の記事でも発揮された。彼のレイアウトやそのレイアウトが作り出す物語、製作記事は、鉄道模型業界や鉄道模型関連の出版社業界内に大きい影響力を持っていた。彼の最終的なレイアウトは、全ての鉄道模型レイアウトの中で最高のものであった。
このレイアウトで最後に作られたのはコールド・ショウルダー（Cold Shoulder）駅（前述の巨大な鏡のある同名の谷の手前にある駅）の周辺で、ここを撮影した写真が『鉄道模型趣味』の73年の2月号に「このあたりのシーンがカラーで紹介されるのは今回が最初である」と掲載されている。
1973年1月、心臓発作によりジョン・アレンが他界し、彼のレイアウトはその10日後に火災により大部分が焼失した。しかし彼の製作した軸配置4-10-0の34号機関車といくつかの資料はアンディ・スペランデオが編集者をしていたモデル・レイルローダーの編集部に保管されており、難を逃れた。アンディ・スペランデオはアメリカ陸軍に所属していたが、頻繁にモントレーを訪れていた。ジョン・アレンのスライドとプリントの多くはモデル・レイルローダーの版元であるカルムバック社で保管されている。

## 出版物
ジョン・アレンの長年の友人であるリン・ウェスコットが著した記念本がカルムバック社から発行されている。
- 「Model Railroading with John Allen」ISBN 0-89024-559-2
- 「Model Railroading With John Allen: The Story of the Fabulous HO Scale Gorre & Daphetid Railroad」 (ペーパーバック) リン・ウェスコット著、カルムバック社刊、1981年7月発行。ISBN 9780890245590（邦題：『ジョン・アレンのG&D鉄道』[1]）
- 「Model Railroading With John Allen: The Story of the Fabulous HO Scale Gorre & Daphetid Railroad」 (ペーパーバック) リン・ウェスコット著、カルムバック社刊、1982年。ASIN B0032AW8BE
- 「Model Railroading With John Allen: The Story of the Fabulous HO Scale Gorre & Daphetid Railroad」 (ハードカバー) リン・ウェスコット著、カルムバック社刊、1996年7月発行。ISBN 9780890242988
- 「Model Railroading With John Allen: Expanded Edition」 (ハードカバー) リン・ウェスコット著、ベンチマーク出版刊、2011年発行。ASIN B004L18IN0